# أندرس لانج
أندرس لانج (بالبوكمول: Anders Lange) (و. 1904 – 1974 م) هو سياسي، ومحرر، ولاعب كرة قدم، من النرويج، كان عضوًا في حزب التقدم (النرويج)، توفي في بورم، عن عمر يناهز 70 عاماً.

## مناصب
تولى منصب عضو برلمان النرويج ‏.

## التعليم
تعلم في Kristiansand Cathedral School ‏.

## روابط خارجية
- أندرس لانج على موقع IMDb (الإنجليزية)